# 106 Aquarii
106 Aquarii, som är stjärnans Flamsteed-beteckning, är en ensam stjärna belägen i den södra delen av stjärnbilden Vattumannen och har även Bayer-beteckningen i1 Aquarii. Den har en skenbar magnitud på 5,24 och är svagt synlig för blotta ögat där ljusföroreningar ej förekommer. Baserat på parallaxmätning inom Hipparcosuppdraget på ca 8,8 mas, beräknas den befinna sig på ett avstånd på ca 370 ljusår (ca 114 parsek) från solen. Den rör sig bort från solen med en heliocentrisk radialhastighet på ca 14 km/s.

## Egenskaper
106 Aquarii är en blå till vit stjärna i huvudserien av spektralklass B9 V. Den har en massa som är ca 3 solmassor, en radie som är ca 3 solradier och utsänder från dess fotosfär ca 150 gånger mera energi än solen vid en effektiv temperatur av ca 11 600 K.
Röntgenstrålning med en styrka av 6,0 × 1029 erg/s har observerats från positionen för 106 Aquarii. Detta är ovanligt eftersom en stjärna av spektraltyp B normalt inte har någon signifikant röntgenemission. Istället kan den komma från en oupptäckt, mindre massiv följeslagare.